# Hidrid
Hidrid je binarna spojina z vodikom (spojina med vodikom in še enim elementom), v kateri je vodik bolj ali manj elektronegativen del molekule te spojine. Pri bolj reaktivnih kovinah je hidrid lahko ionska spojina in vsebuje hidridne ione.